# Angolanische Botschaft in Berlin

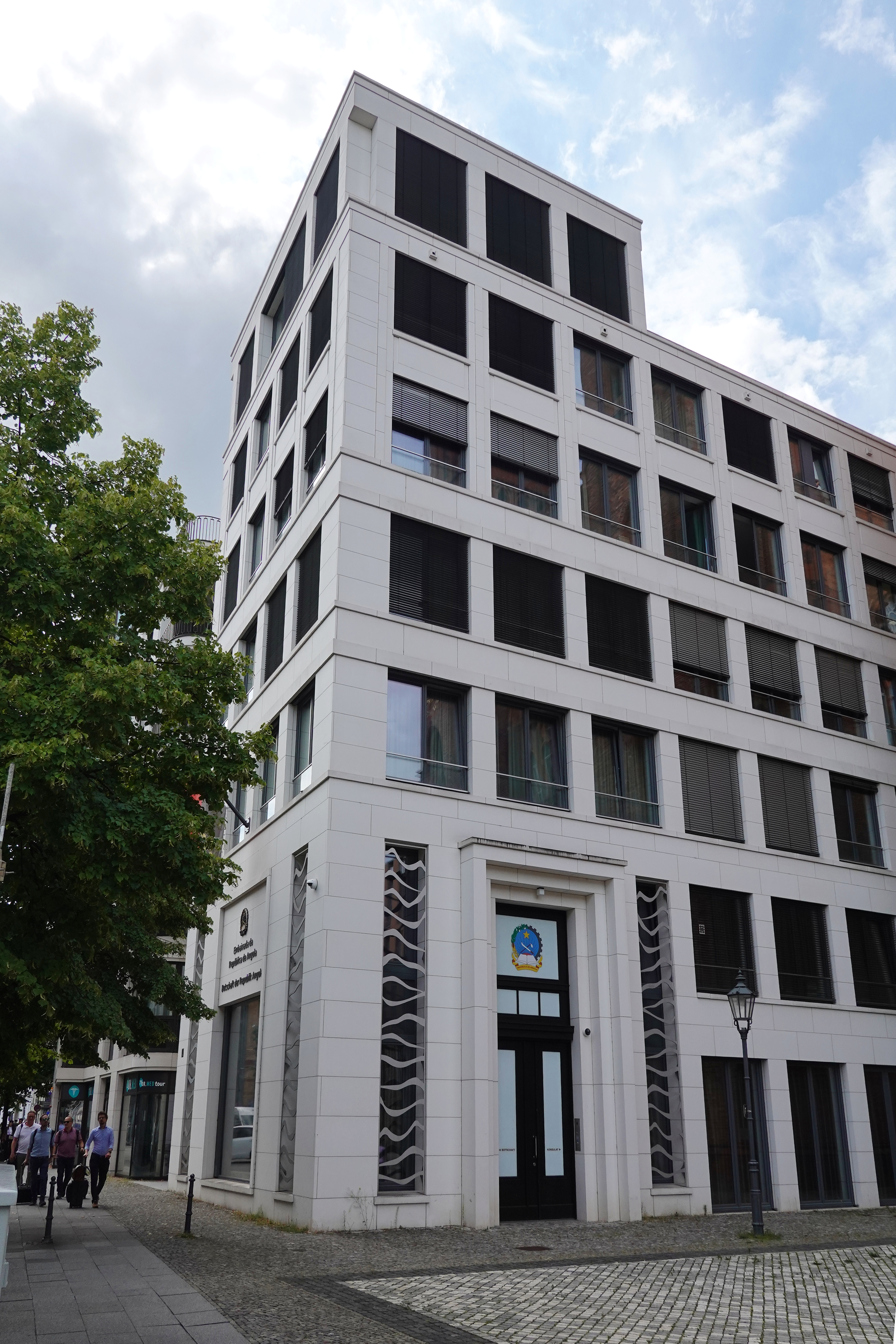
Botschaftsgebäude Werderscher Markt 10

Die angolanische Botschaft in Berlin ist die diplomatische Vertretung der Republik Angola in der Bundesrepublik Deutschland. Sie befindet sich am Werderschen Markt 9 im Ortsteil Mitte des gleichnamigen Bezirks.
Botschafterin ist seit dem 18. Juli 2025 Maria Isabel Gomes Godinho de Resende Encoge.
Angola unterhält Honorarkonsulate in Bremen, Düsseldorf und München.

## Geschichte der diplomatischen Beziehungen
Angola erlangte im Jahr 1974 seine Unabhängigkeit von Portugal und bildete im darauffolgenden Jahr die Volksrepublik Angola. Am 11. November 1975 nahm Angola diplomatische Beziehungen mit der DDR auf. Sie endeten mit der deutschen Wiedervereinigung im Jahr 1990. Der Amtssitz der angolanischen Botschaft in Ost-Berlin befand sich im Stadtbezirk Mitte, Clara-Zetkin-Straße 89 (seit 1991 wieder Dorotheenstraße).
Am 16. August 1979 wurden diplomatische Beziehungen auch mit der Bundesrepublik aufgenommen. In Bonn nutzte die Botschaft ein Gebäude am Kaiser-Karl-Ring 20c im Ortsteil Bonn-Castell.
Nach der deutschen Wiedervereinigung und dem Regierungsumzug in die Hauptstadt Berlin zog die angolanische Botschaft am 28. Mai 2001 in ein Geschäftshaus in der Wallstraße 59. Heute (Stand: 2025) befindet sich die Botschaft am Werderschen Markt 9.

## Botschafter
| Ernannt / Akkreditiert | Leiter der Auslandsvertretung                | Bemerkungen                                            | ernannt von                            | akkreditiert bei    | Posten verlassen |
| ---------------------- | -------------------------------------------- | ------------------------------------------------------ | -------------------------------------- | ------------------- | ---------------- |
| 4. Sep. 1979           | Luis Jose de Almeida                         | Botschafter in Paris (1979–1993), in Bonn akkreditiert | Agostinho Neto                         | Kabinett Schmidt II | 1991             |
| 1991                   | Herminio Joaquim Escórcio                    | 1981 Botschafter in Wien                               | Fernando José de França Dias Van Dúnem | Kabinett Kohl IV    | 1992             |
| 1993                   | Joáo Landoite Lourenço                       |                                                        | Marcolino Moco                         | Kabinett Kohl IV    | 1999             |
| 1999                   | Alberto do Carmo Bento Ribeiro               |                                                        | José Eduardo dos Santos                | Kabinett Schröder I | 2010             |
| 2011                   | Alberto Correia Neto                         |                                                        | José Eduardo dos Santos                | Kabinett Merkel II  | 2019             |
| 24. Okt. 2019          | Balbina Malheiros Dias da Silva              | 2012 Botschafterin in Sambia                           | João Lourenço                          | Kabinett Merkel IV  | 2025             |
| 18. Juli 2025          | Maria Isabel Gomes Godinho de Resende Encoge |                                                        | João Lourenço                          | Kabinett Merz       |                  |

## Gebäude

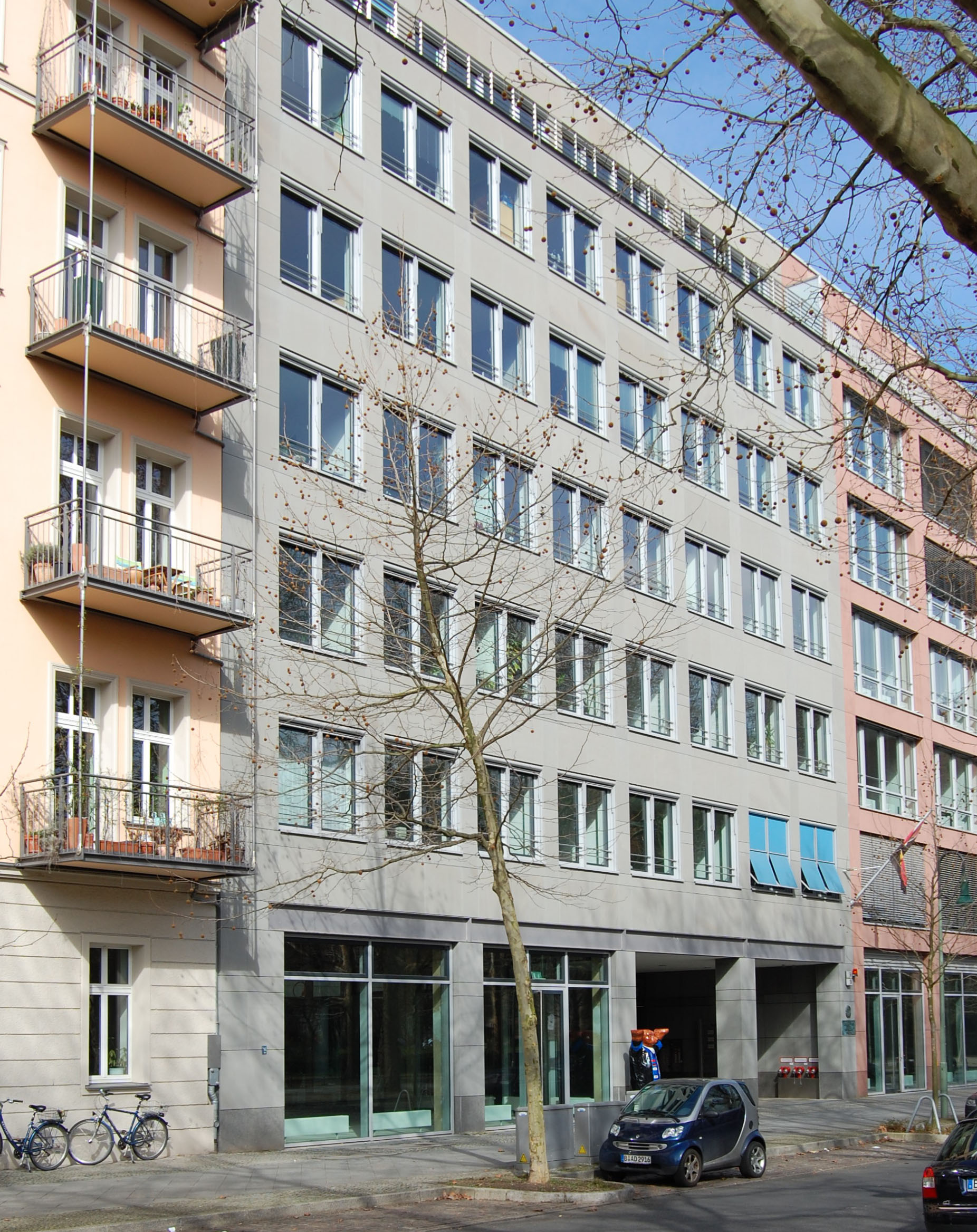
Ehemaliger Botschaftssitz in der Wallstraße 59

Das Geschäftshaus in der Wallstraße 59 wurde in den Jahren 1999–2000 gemeinsam mit dem Gebäude der brasilianischen Botschaft vom Berliner Architekturbüro Pysall, Stahrenberg und Partner erbaut. Es handelt sich um einen natursteinverkleideten Neubau mit Rasterfassade, der über einen Innenhof erreichbar ist.
Der Neubau am Werderschen Markt steht neben der Friedrichswerderschen Kirche.